# Pungoica simoni
Pungoica simoni is een hooiwagen uit de familie Trionyxellidae.